# ジロ・デ・イタリア 1947
ジロ・デ・イタリア 1947は、自転車競技のロードレース大会であるジロ・デ・イタリアの30回目のレース。1947年5月24日から6月15日まで行なわれた。全19区間。全行程3843km。
ファウスト・コッピが2度目の総合優勝。

## 総合成績
|    | 選手名                     | 国籍     | 時間            |
| -- | -------------------------- | -------- | --------------- |
| 1  | ファウスト・コッピ         | イタリア | 115時間55分07秒 |
| 2  | ジーノ・バルタリ           | イタリア | + 1分43秒       |
| 3  | ジュリオ・ブレシ           | イタリア | + 5分54秒       |
| 4  | エツィオ・チェッキ         | イタリア | + 15分01秒      |
| 5  | シルヴェール・マース       | ベルギー | + 15分06秒      |
| 6  | アルフレード・マルティーニ | イタリア | + 19分00秒      |
| 7  | マリオ・ヴィチーニ         | イタリア | + 30分46秒      |
| 8  | サルヴァトーレ・クリッパ   | イタリア | + 21分05秒      |
| 9  | フィオレンツォ・マーニ     | イタリア | + 34分07秒      |
| 10 | アンジェロ・メノン         | イタリア | + 35分49秒      |

## マリア・ローザ保持者
| 選手名               | 国籍     | 首位区間   |
| -------------------- | -------- | ---------- |
| レンツォ・ザナッツィ | イタリア | 第1-第3    |
| ジーノ・バルタリ     | イタリア | 第4-第15   |
| ファウスト・コッピ   | イタリア | 第16t-最終 |

### 山岳賞結果
| 山岳賞 | ジーノ・バルタリ   |
| 2位    | ファウスト・コッピ |
| 3位    | ジュリオ・ブレシ   |